# Piau
Piau är en kommun i Brasilien.   Den ligger i delstaten Minas Gerais, i den sydöstra delen av landet, 800 km sydost om huvudstaden Brasília. Antalet invånare är 2 844. Arean är 191 kvadratkilometer.
Terrängen i Piau är kuperad åt nordväst, men åt sydost är den platt.
Omgivningarna runt Piau är huvudsakligen savann. Runt Piau är det ganska glesbefolkat, med 21 invånare per kvadratkilometer.